# Tomás Estrada (militar)
Cor. Tomás Estrada fue un militar mexicano que participó en la Revolución mexicana. Estrada fue un constitucionalista que llegó a ostentar el grado de Coronel de las fuerzas de Álvaro Obregón. Era jefe del 8.º. Batallón de Sonora cuando falleció en la Batalla de Celaya en abril de 1915.